# Казачинский, Константин Васильевич
Константин Васильевич Казачинский (1912—1994) — участник Великой Отечественной войны, командир дивизиона торпедных катеров 1-й бригады торпедных катеров Тихоокеанского флота, капитан 3-го ранга, Герой Советского Союза.

## Биография
Родился 25 января 1912 года в городе Николаеве, Российская империя, ныне Николаевской области Украины, в семье рабочего. Русский.
Окончил 7 классов и школу ФЗУ. Работал штамповщиком на судостроительном заводе.
В Военно-Морском Флоте с 1930 года. В 1934 году окончил Высшее военно-морское училище имени М. В. Фрунзе, в 1938 году — Ленинградские специальные курсы командного состава. Член ВКП(б)/КПСС с 1942 года. Участник советско-японской войны 1945 года.
Командир дивизиона торпедных катеров капитан 3-го ранга Константин Казачинский 10-11 августа 1945 года участвовал в набеговой операции на порт Расин (ныне Наджин, Корейская Народно-Демократическая Республика), руководил высадкой десанта в порт Одэчжин, расположенный в ста километрах южнее Расина, обеспечивал минно-заградительные операции, ночной поиск, доставлял боеприпасы в ряд портов.
После войны Константин Казачинский продолжал службу в ВМФ СССР. Был заместителем начальника Высшего военно-морского училища имени М. В. Фрунзе по строевой части. С 1961 года капитан 1-го ранга Казачинский К. В. — в запасе, а затем в отставке.
Жил в городе Ленинграде. До ухода на пенсию в 1975 году работал на судостроительном заводе.
Умер 27 апреля 1994 года. Похоронен в Санкт-Петербурге на Южном кладбище.

## Награды
- Указом Президиума Верховного Совета СССР от 14 сентября 1945 года за образцовое выполнение боевых заданий командования на фронте борьбы с японскими милитаристами и проявленные при этом мужество и героизм капитану 3-го ранга Казачинскому Константину Васильевичу присвоено звание Героя Советского Союза с вручением ордена Ленина и медали «Золотая Звезда» (№ 7141).
- Награждён ещё одним орденом Ленина, двумя орденами Красного Знамени, орденами Отечественной войны 1-й степени, Красной Звезды, медалями и орденом Государственного флага КНДР.